# Triplemanía XXX
Triplemanía XXX fue la trigésima edición del Triplemanía, el evento pague-por-ver de lucha libre profesional producido por la empresa mexicana Lucha Libre AAA Worldwide que se llevó a cabo los días 30 de abril de 2022 en Monterrey, Nuevo León en el Estadio de Béisbol Monterrey, el 18 de junio de 2022 en Tijuana, Baja California en el Estadio Caliente Xoloitzcuintles y el 15 de octubre de 2022 en la Arena Ciudad de México. Este fue el primer evento de Triplemanía desde 1996 que se llevará a cabo durante tres días.
Esta fue la décima primera edición consecutiva del evento en ser realizada en la Arena Ciudad de México desde la edición de 2012, y la decimoséptima en realizarse en la Ciudad de México.
El evento tuvo como tema el torneo "Ruleta de la Muerte", en el que ocho luchadores enmascarados lucharán en una serie de combates donde los perdedores avanzarán a un combate de Lucha de Máscara vs. Máscara en el tercer día del evento.

## Producción
Triplemanía XXX es considerado el evento insignia de Lucha Libre AAA Worldwide, y que continúa la tradición anual (proveniente desde 1992) de la empresa mexicana en efectuar un evento en el verano.
Debido a su legado, este evento ha sido descrito como un equivalente de WrestleMania en México en cuanto a su alcance en la lucha libre profesional.
El 25 de enero de 2022, AAA anunció que Triplemanía XXX se llevaría a cabo durante tres días en tres ciudades. Además de la Arena Ciudad de México, Triplemanía XXX se llevará a cabo en el Estadio de Béisbol Monterrey y el Estadio Caliente Xoloitzcuintles. Triplemanía XXX será el segundo evento de Triplemanía realizado fuera de la Arena Ciudad de México durante la década de 2020 y el tercero fuera de la Ciudad de México desde 2007.

## Argumento

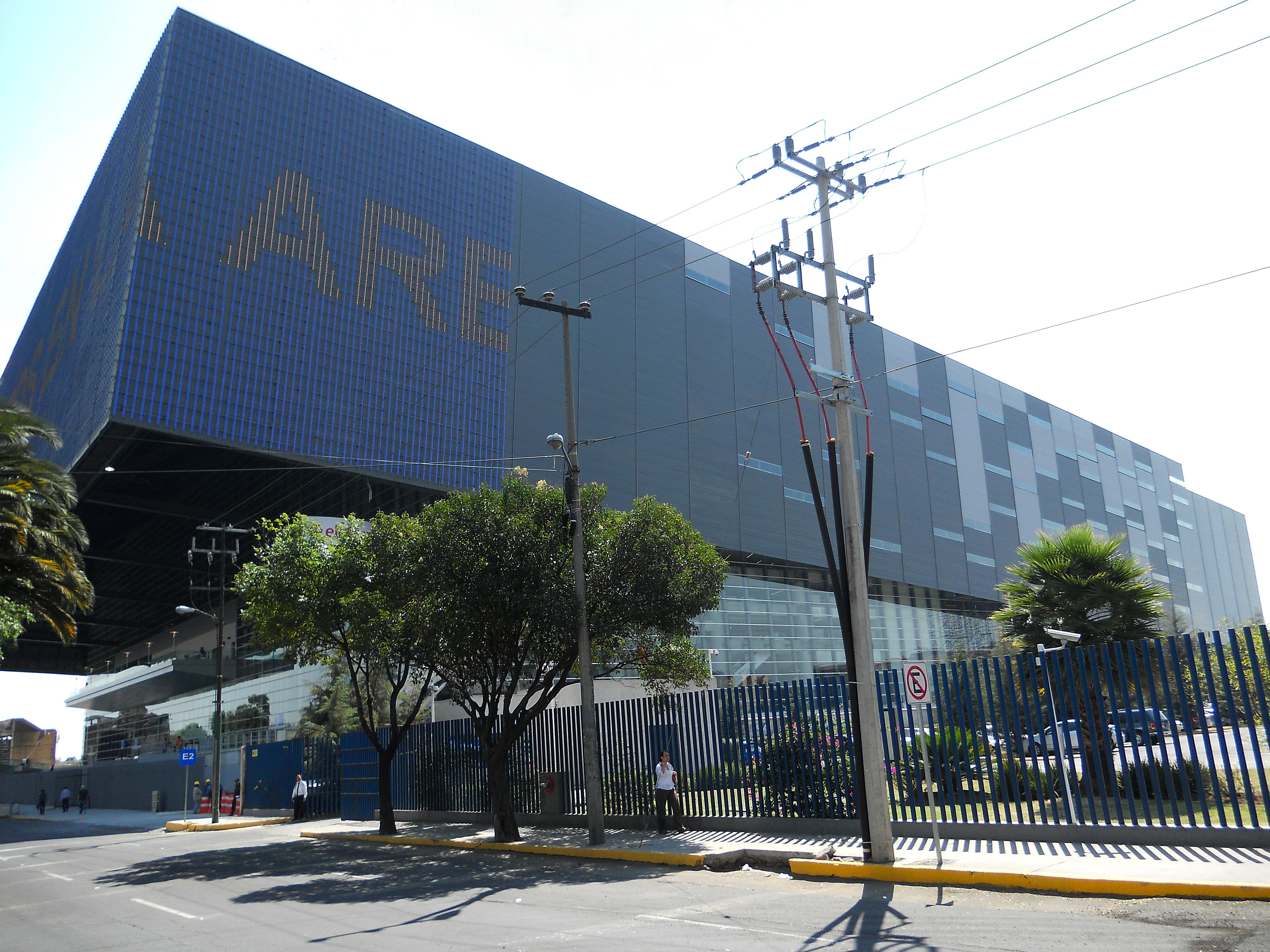
Afueras de Arena Ciudad de México donde se realizará la tercera noche en octubre.

La lucha libre mexicana está conformada por los favoritos del público, los técnicos y sus contrapartes, los rudos quienes actúan como héroes y villanos.
Durante una conferencia de prensa el 25 de enero de 2022, AAA anunció que Triplemanía XXX tendría como tema el torneo Ruleta de la Muerte en el que ocho luchadores enmascarados lucharán en una serie de encuentros donde los perdedores avanzarán a una Lucha de Máscara vs. Máscara en el tercer día del evento. Los participantes del torneo se revelaron como Último Dragón, Blue Demon Jr., Psycho Clown, Pentagón Jr., L.A. Park, Villano IV, Canek y Rayo de Jalisco Jr.

## Resultados

### Día 1: 30 de abril
- Último Dragón derrotó a Pentagón Jr. en la primera ronda del torneo Ruleta de la Muerte.[2]
  - Dragón cubrió a Pentagón después de un «Canadian Destroyer».
  - Después de la lucha, ambos se dieron la mano en señal de respeto.
- Sammy Guevara & Tay Conti (con La Parka Negra) derrotaron a Los Vipers (Arez & Chik Tormenta) (c), Látigo & Lady Maravilla y Komander & Sexy Star II y ganaron el Campeonato Mundial en Parejas Mixto de AAA.
  - Guevara cubrió a Arez después de golpearlo con una muleta, seguido de un «Tay KnockOut».
  - Antes de la lucha, Parka Negra reemplazó a Guevara debido a una lesión, regresando más tarde a la lucha.
- L. A. Park derrotó a Villano IV en la primera ronda del torneo Ruleta de la Muerte.[2]
  - Park cubrió a Villano después de un «Low Blow».
- Taurus & Johnny Caballero derrotaron a Laredo Kid & Jack Cartwheel y Los Hermanos Lee (Dragon Lee & Dralístico).
  - Caballero cubrió a Kid después de un «Roll-Up».
- Rayo de Jalisco Jr. derrotó a Blue Demon Jr. en la primera ronda del torneo Ruleta de la Muerte.[2]
  - Jalisco cubrió a Demon después de golpearlo con una guitarra.
  - Durante la lucha, Cien Caras y Máscara Año 2000 interfirieron a favor de Jalisco.
  - Después de la lucha, Nueva Generación Dinamita (El Cuatrero, Sansón & Forastero) atacaron a Jalisco y Demon.
- Bandido, Pagano & Taya Valkyrie derrotaron a Andrade El Ídolo, Cibernético & Deonna Purrazzo por descalificación.
  - Los heels fueron descalificados después de que Los Vipers atacaran a Pagano.
- Canek derrotó a Psycho Clown en la primera ronda del torneo Ruleta de la Muerte.[2]
  - Canek cubrió a Clown después de golpearlo con un bate.
  - Durante la lucha, Dr. Wagner Jr. interfirió en contra de Clown.
  - Después de la lucha, Andrade El Ídolo atacó a Clown.
- The Young Bucks (Matt Jackson & Nick Jackson) (con Konnan) derrotaron a El Hijo del Vikingo & Fénix.
  - Matt cubrió a Vikingo después de un «Meltzer Driver».
  - Durante la lucha, Konnan interfirió a favor de The Young Bucks, pero fue expulsado por el árbitro Hijo del Tirantes.
  - Después de la lucha, Johnny Caballero, Sammy Guevara y Tay Conti salieron a atacar a Fénix y Vikingo, pero fueron detenidos por Pentagón Jr.

### Día 2: 18 de junio
- Lady Shani, La Hiedra, Reina Dorada, Lady Maravilla y Sexy Star II derrotaron a Flammer y Chik Tormenta en un Ruleta de la Muerte Steel Cage Match.
  - Esto fue el orden de salida de cada luchadora:

| Orden de salida | Luchadora               | Tiempo |
| --------------- | ----------------------- | ------ |
| 1               | Reina Dorada            |        |
| 2               | Sexy Star II            |        |
| 3               | Lady Shani              |        |
| 4               | La Hiedra               |        |
| 5               | Lady Maravilla          |        |
| Perdedora       | Flammer y Chik Tormenta |        |

- Niño Hamburguesa ganó la Copa Triplemanía XXX.
  - Hamburguesa eliminó finalmente a Mamba, ganando la lucha.
  - Los demás participantes fueron: Mr. Iguana, Abismo Negro Jr., Mecha Wolf, Dulce Canela, Vampiro, Bestia 666, Rey Xolo, Heavy Metal, Charly Manson, Pagano y Cibernético.
- Fénix derrotó a Laredo Kid (c - Peso Crucero), Taurus (c - Latinoamericano), Bandido y El Hijo del Vikingo y ganó el Campeonato Mundial de Peso Crucero de AAA y el Campeonato Latinoamericano de AAA.
  - Fénix cubrió a Vikingo después de un «Curb Stomp».
  - Ambos campeonatos estuvieron en juego.
  - El Megacampeonato de AAA de Vikingo no estuvo en juego.
- Blue Demon Jr. derrotó a Pentagón Jr. en la semifinal del torneo Ruleta de la Muerte.
  - Demon cubrió a Pentagón después de un «Canadian Destroyer» sobre una mesa.
- Flammer derrotó a Chik Tormenta en una Lucha de Máscara vs. Máscara.
  - Flammer cubrió a Tormenta después de un «Fireman's Carry Slam» sobre una mesa.
  - Durante la lucha, The Tiger y Las Tóxicas interfirieron a favor de Flammer, mientras que Reycko y Los Vipers interfirieron a favor de Tormenta.
  - Como resultado, Tormenta perdió su máscara, revelando llamarse Cristina Azpeitia Ramírez y su lugar de origen es Guadalajara, Jalisco.
  - Como resultado, Flammer ganó una oportunidad por el Campeonato Reina de Reinas de AAA.
- Psycho Clown derrotó a Villano IV en la semifinal del torneo Ruleta de la Muerte.
  - Clown cubrió a Villano después de un «Psycho Bomb» sobre tachuelas.
- Los Hermanos Lee (Dragon Lee & Dralístico) derrotaron a Matt Hardy & Johnny Hardy.
  - Lee cubrió a Matt después de un «Estrella Fugaz» de Dralistico.
  - Durante la lucha, Johnny atacó a Matt.
  - Después de la lucha, Johnny atacó a Los Hermanos Lee, pero fue detenido por Matt aplicando a Johnny un «Twist of Fate».
  - Originalmente Jeff Hardy iba a participar de la lucha, pero fue reemplazado por Johnny debido a problemas personales.

### Día 3: 15 de octubre
- Taurus ganó la Copa Triplemanía Bardahl.
  - Taurus eliminó finalmente a Electroshock, ganando la lucha.
  - Los otros participantes fueron: La Hiedra, Niño Hamburguesa, Electroshock, Sexy Star II, Mr. Iguana, Lady Shani, Flip Gordon, Diva Salvaje, Jessy Ventura, Aero Star y Jack Evans.
- Los Hermanos Lee (Dragon Lee & Dralístico) derrotaron a Los Nuevos Vipers (Látigo & Toxin), Myzteziz Jr. & Komander y Arez & Willie Mack y ganaron una oprtunidad por el Campeonato Mundial en Parejas de AAA
  - Dralistico cubrió a Látigo después de un «Rush Driver».
- Taya Valkyrie (con Arez) derrotó a Kamille (con Flammer) y retuvo el Campeonato Reina de Reinas de AAA.
  - Valkyrie forzó a Kamille a rendirse con un «STF».
  - Durante la lucha, Flammer interfirió en contra de Valkyrie, pero fue detenida por Arez.
  - El Campeonato Mundial Femenino de la NWA de Kamille no estuvo en juego.
  - Originalmente, la entonces Campeona Mundial Femenina de AEW Thunder Rosa iba a participar en la lucha, pero fue reemplazada por Kamille debido a una lesión.
- Brian Cage, Sam Adonis & Johnny Caballero (con Estrellita) derrotaron a Nueva Generación Dinamita (El Cuatrero, Forastero & Sansón) y Bandido, Laredo Kid & Psycho Clown. 
  - Caballero cubrió a Laredo Kid con un «Roll-Up».
  - El Campeonato Mundial de Tríos de AAA de Nueva Generación Dinamita estaba en juego, pero debido a que Caballero cubrió a Laredo Kid, quien no era uno de los campeones, NGD retuvo los campeonatos.
- Pagano (con Charly Manson & Konnan) derrotó a Cibernético (con Látigo, Toxin & Abismo Negro Jr.) en una Lucha Estilo Extrema de Cabellera vs. Cabellera.  
  - Pagano cubrió a Cibernético inconscientemente después de un «Butterfly Suplex» sobre la escenografía desde la escalera.
  - Durante la lucha, Manson y Konnan interfirieron a favor de Pagano, mientras que Los Vipers interfirieron a favor de Cibernético.
  - Durante la lucha, Vampiro Canadiense reemplazó al árbitro después de ser atacado.
  - Como resultado, Cibernético perdió la cabellera.
- El Hijo del Vikingo derrotó a Fénix (con Arez) y retuvo el Megacampeonato de AAA. 
  - Vikingo cubrió a Fénix después de un «450º Splash».
  - Después de la lucha, Vikingo y Fénix se dieron la mano en señal de respeto.
  - El Campeonato Mundial de Peso Crucero de AAA y el Campeonato Latinoamericano de AAA de Fénix no estuvieron en juego.
- Pentagón Jr. (con Arez) derrotó a Villano IV (con Villano V) en la final del torneo de la Ruleta de la Muerte: Máscara vs. Máscara.
  - Pentagón cubrió a Villano después de un «Crucifix».
  - Durante la lucha, Villano V interfirió a favor de Villano.
  - Tanto Pentagón como Villano se rindieron durante la lucha, sin embargo; el árbitro no lo vio por lo que la lucha continuó.
  - Como resultado, Villano IV perdió la máscara, revelando llamarse Tomás Díaz Mendoza, contando con 42 años de carrera luchistica y residencia en Tijuana, Baja California.
  - Después de la lucha, Villano y Pentagón se dieron la mano en señal de respeto.

## Torneo de "Ruleta de la Muerte"
|  | Cuartos de final (Monterrey, Nuevo León) 30 de abril | Cuartos de final (Monterrey, Nuevo León) 30 de abril | Cuartos de final (Monterrey, Nuevo León) 30 de abril |  |  | Semifinales (Tijuana, Baja California) 18 de junio | Semifinales (Tijuana, Baja California) 18 de junio | Semifinales (Tijuana, Baja California) 18 de junio |  |  | Final (Ciudad de México) 15 de octubre | Final (Ciudad de México) 15 de octubre | Final (Ciudad de México) 15 de octubre |  |
|  |                                                      |                                                      |                                                      |  |  |                                                    |                                                    |                                                    |  |  |                                        |                                        |                                        |  |
|  |                                                      |                                                      |                                                      |  |  |                                                    |                                                    |                                                    |  |  |                                        |                                        |                                        |  |
|  | 1                                                    | L. A. Park                                           |                                                      |  |  |                                                    |                                                    |                                                    |  |  |                                        |                                        |                                        |  |
|  | 1                                                    | L. A. Park                                           |                                                      |  |  |                                                    |                                                    |                                                    |  |  |                                        |                                        |                                        |  |
|  | 8                                                    | Villano IV                                           |                                                      |  |  |                                                    |                                                    |                                                    |  |  |                                        |                                        |                                        |  |
|  | 8                                                    | Villano IV                                           | Blue Demon Jr.                                       |  |  |                                                    |                                                    |                                                    |  |  |                                        |                                        |                                        |  |
|  |                                                      |                                                      |                                                      |  |  |                                                    |                                                    |                                                    |  |  |                                        |                                        |                                        |  |
|  |                                                      |                                                      | Pentagón Jr.                                         |  |  |                                                    |                                                    |                                                    |  |  |                                        |                                        |                                        |  |
|  | 5                                                    | Pentagón Jr.                                         |                                                      |  |  |                                                    |                                                    |                                                    |  |  |                                        |                                        |                                        |  |
|  | 5                                                    | Pentagón Jr.                                         |                                                      |  |  |                                                    |                                                    |                                                    |  |  |                                        |                                        |                                        |  |
|  | 4                                                    | Último Dragón                                        |                                                      |  |  |                                                    |                                                    |                                                    |  |  |                                        |                                        |                                        |  |
|  | 4                                                    | Último Dragón                                        |                                                      |  |  |                                                    | Pentagón Jr.                                       |                                                    |  |  |                                        |                                        |                                        |  |
|  |                                                      |                                                      |                                                      |  |  |                                                    |                                                    |                                                    |  |  |                                        |                                        |                                        |  |
|  |                                                      |                                                      | Villano IV                                           |  |  |                                                    |                                                    |                                                    |  |  |                                        |                                        |                                        |  |
|  | 3                                                    | Canek                                                |                                                      |  |  |                                                    |                                                    |                                                    |  |  |                                        |                                        |                                        |  |
|  | 3                                                    | Canek                                                |                                                      |  |  |                                                    |                                                    |                                                    |  |  |                                        |                                        |                                        |  |
|  | 6                                                    | Psycho Clown                                         |                                                      |  |  |                                                    |                                                    |                                                    |  |  |                                        |                                        |                                        |  |
|  | 6                                                    | Psycho Clown                                         | Psycho Clown                                         |  |  |                                                    |                                                    |                                                    |  |  |                                        |                                        |                                        |  |
|  |                                                      |                                                      |                                                      |  |  |                                                    |                                                    |                                                    |  |  |                                        |                                        |                                        |  |
|  |                                                      |                                                      | Villano IV                                           |  |  |                                                    |                                                    |                                                    |  |  |                                        |                                        |                                        |  |
|  | 7                                                    | Blue Demon Jr.                                       |                                                      |  |  |                                                    |                                                    |                                                    |  |  |                                        |                                        |                                        |  |
|  | 7                                                    | Blue Demon Jr.                                       |                                                      |  |  |                                                    |                                                    |                                                    |  |  |                                        |                                        |                                        |  |
|  | 2                                                    | Rayo de Jalisco Jr.                                  |                                                      |  |  |                                                    |                                                    |                                                    |  |  |                                        |                                        |                                        |  |
|  | 2                                                    | Rayo de Jalisco Jr.                                  |                                                      |  |  |                                                    |                                                    |                                                    |  |  |                                        |                                        |                                        |  |
|  |                                                      |                                                      |                                                      |  |  |                                                    |                                                    |                                                    |  |  |                                        |                                        |                                        |  |

## Comentaristas
- Hugo Savinovich
- José Manuel Guillén
- Carlos Cabrera